# 269 км (платформа)
269 кіломе́тр — пасажирський залізничний зупинний пункт Дніпровської дирекції Придніпровської залізниці на електрифікованій лінії Синельникове II — Чаплине між станціями Роздори (15 км) та Письменна (3 км). Розташований поблизу села Дібрівка Синельниківського району Дніпропетровської області.

## Пасажирське сполучення
На платформі 269 км зупиняються приміські електропоїзди Синельниківського та Чаплинського напрямків.